# バカラル (キンタナ・ロー州)
バカラル（Bacalar）
は、メキシコのキンタナ・ロー州にある自治体。白い砂浜とラグーンに面した観光地。内陸にはマヤ文明の遺跡がある。プエブロ・マヒコ選出。